# Apostolisches Vikariat Melanesien
Das Apostolische Vikariat Melanesien (lat.: Apostolicus Vicariatus Melanesiae) war ein in Melanesien gelegenes römisch-katholisches Apostolisches Vikariat. 

## Geschichte
Das Apostolische Vikariat Melanesien wurde am 19. Juli 1844 durch Papst Gregor XVI. mit der Päpstlichen Bulle Ex debito aus Gebietsabtretungen des Apostolischen Vikariates West-Ozeanien errichtet.
Am 10. Mai 1889 wurde das Apostolische Vikariat Melanesien durch Papst Leo XIII. aufgelöst. Aus dem Territorium wurden die Apostolischen Vikariate Neuguinea und Neubritannien errichtet.  

## Apostolische Vikare von Melanesien
- Jean-Baptiste Épalle SM, 1844–1845
- Jean Georges Collomb SM, 1846–1848
- Louis-André Navarre MSC, 1887–1889, dann Apostolischer Vikar von Neuguinea